# La Miranda (les Masies de Voltregà)
La Miranda és una muntanya de 911 metres que es troba al municipi de les Masies de Voltregà, a la comarca d'Osona.